# Amalie Andersen
Tilda Amalie Andersen (Oslo, 19 de abril de 1861 – Oslo,14 de febrero de 1924) fue una actriz noruega.

## Familia
Amalie Andersen fue hija ilegítima del comerciante de ganado Truls Andersen y Anne Sophie Baltzersen. Se casó el 28 de julio de 1888 con el maestro comercial Johan Fredrik Dahl (1859-1911).

## Vida y obra
El debut de Amalie Andersen en la región occidental de Noruega tuvo lugar en Den Nationale Scene en Bergen el 11 de diciembre de 1881 en el papel de Lisbet en En Søndag paa Amager. Ya había actuado como Elisif en Væringene i Miklagard en el Christiania Theater en marzo del mismo año.
El llamado segundo debut de Andersen fue con el papel de Inga en Mellem Slagene en el mismo lugar, el 5 de febrero de 1882. Estuvo empleada en este teatro durante algunos años y actuó, entre otros, como Ane en Geografi og Kjærlighed en el otoño de 1885.

## Papeles seleccionados
- Elisif en Væringene i Miklagard de Oehlenschläger (Christiania Theater, 1881).[2]
- Lisbet en la comedia En Søndag paa Amager de Johanne Luise Heiberg (Den Nationale Scene, 1881).[2]
- Inga en Mellem Slagene de Bjørnstjerne Bjørnson (Den Nationale Scene, 1882).[2]
- Ane en Geografi og Kjærlighed de Bjørnstjerne Bjørnson (Den Nationale Scene, 1885).[2]